# Brian Pollard
Brian Pollard (Padiham (Engeland), 5 april 1930 – Amsterdam, 18 december 2013) was een Engels fagottist. Van 1953 tot 1995 was hij solofagottist van het Concertgebouworkest in Amsterdam. Hij was ook actief als solist en als kamermusicus. Hij speelde onder andere in het Danzi Kwintet. Brian Pollard is de vader van de dirigent en hoornist Bas Pollard.
meer over Brian Pollard is te vinden op de webpagina's van het Fagotnetwerk  https://web.archive.org/web/20190423185112/http://www.fagotnetwerk.org/concours-2/concoursreglement/